# Tubificoides bakeri
Tubificoides bakeri är en ringmaskart som beskrevs av Brinkhurst 1985. Tubificoides bakeri ingår i släktet Tubificoides och familjen glattmaskar. Inga underarter finns listade i Catalogue of Life.